# Tegulidae
Tegulidae zijn een familie van weekdieren uit de klasse van de Gastropoda (slakken).

## Geslachten
- Carolesia Güller & Zelaya, 2014
- Chlorostoma Swainson, 1840
- Cittarium Philippi, 1847
- Norrisia Bayle, 1880
- Omphalius Philippi, 1847
- Tectus Montfort, 1810
- Tegula Lesson, 1832